# Zim Zala Bim
Zim Zala Bim is een avontuurspel voor de Commodore 64. Het spel is ontwikkeld door Russell Grahame en is uitgebracht in 1984. 